# Coll de Saorra
El Coll de Saorra, o de Vernet (segons el poble des d'on s'anomeni), és una collada dels contraforts nord-orientals del Massís del Canigó, a 780,1 metres d'altitud, en el límit dels termes comunals de Fullà, Saorra i de Vernet, tots tres a la comarca del Conflent, de la Catalunya del Nord.
Està situat a l'extrem occidental del terme de Vernet, al nord-oest del poble, al sud-oriental del de Fullà i a l'extrem nord-oriental del de Saorra. És a la zona dels Meners, regió minera, dels termes de Saorra i Vernet.